# Comando do Norte da RAAF
O Comando do Norte foi um dos vários comandos de característica geográfica criados pela Real Força Aérea Australiana (RAAF) durante a Segunda Guerra Mundial. Estabelecido em abril de 1944, evoluiu a partir do Grupo Operacional N.º 9, que havia sido a principal formação móvel da RAAF no teatro do Sudoeste do Pacífico desde setembro de 1942, mas que depois acabou por se tornar numa força de guarnição na Nova Guiné. O Comando do Norte teve a sua sede inicialmente na Baía Milne e depois, a partir de agosto de 1944, em Madang. Conduziu operações na Nova Guiné, Nova Bretanha e Bougainville até ao final da guerra. Renomeado Área do Norte em dezembro de 1945, ficou sediado em Port Moresby a partir de março de 1946 e foi dissolvido menos de um ano depois, em fevereiro de 1947.

## História

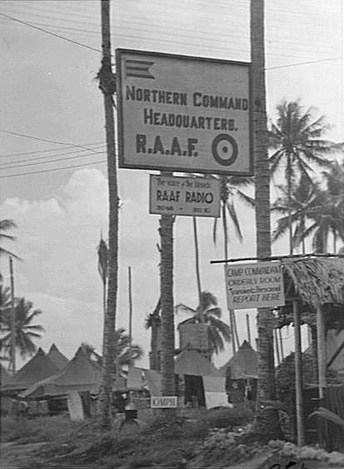
Quartel-general do Comando do Norte em Madang, Nova Guiné, c. outubro de 1944

Antes da Segunda Guerra Mundial começar, a Real Força Aérea Australiana (RAAF) era pequena o suficiente para que todos os seus elementos fossem controlados directamente pelo quartel-general da RAAF em Melbourne. Quando a guerra estourou a RAAF começou a descentralizar a sua estrutura de comando, uma medida proporcional aos aumentos esperados em efectivos e unidades. Entre março de 1940 e maio de 1941, Austrália e Papua foram divididas em quatro zonas de comando e controlo de componente geografica: o Comando Central, o Comando do Sul, o Comando Ocidental e o Comando do Norte. As funções dos comandos eram a defesa aérea, a protecção das rotas marítimas adjacentes, das orlas costeiras e reconhecimento aéreo. Cada um dos comandos era liderado por um Air Officer Commanding (AOC) que controlava a administração e as operações das bases aéreas e unidades dentro dos seus limites geográficos. Em meados de 1942 o Comando Central foi dissolvido, o Comando do Norte foi dividido em dois (Comando Nordeste e Comando Noroeste), e o Comando Oriental foi criado, perfazendo um total de cinco comandos.
O sistema de Comando de Área estático era adequado para a defesa, mas o mesmo não era verdade para uma postura ofensiva. Em setembro de 1942, portanto, a Força Aérea criou uma grande formação móvel conhecida como Grupo Operacional N.º 9 para actuar como uma força aérea táctica autónoma que seria capaz de acompanhar os avanços dos Aliados no teatro do Sudoeste do Pacífico. Em setembro de 1943, o Grupo Operacional N.º 9 tinha-se tornado numa força de guarnição estática na Nova Guiné, semelhante aos comandos na Austrália continental, e um novo grupo móvel era necessário para apoiar o avanço para o norte em direcção às Filipinas e ao Japão. Este novo grupo foi formado em novembro de 1943, sendo denominado Grupo Operacional N.º 10 (posteriormente Primeira Força Aérea Tática Australiana), que inicialmente estava sob o comando do Grupo Operacional N.º 9. Para que não houvesse dúvidas sobre a componente do Grupo Operacional N.º 9 o chefe do Comando da RAAF, o vice-marechal do ar William Bostock, recomendou renomear aquele grupo para Área do Norte. A sede da RAAF não concordou com isso no início, mas no dia 11 de abril de 1944 decidiu chamá-lo de Comando do Norte, sob o mesmo AOC que comandava o Grupo Operacional N.º 9, o comodoro Frank Lukis. No momento da sua formação o comando ficou sediado na Baía Milne.
Em julho de 1944, a posição do Grupo Operacional N.º 10 no oeste da Nova Guiné estava a complicar os esforços do Comando do Norte para abastecê-lo, e o grupo tornou-se independente do Comando. No mês seguinte, o quartel-general do Comando do Norte foi transferido para Madang. Em setembro, a Asa Nº 71 foi transferida do Grupo Operacional N.º 10 para o Comando do Norte, que havia recebido a missão de prestar apoio à 6.ª Divisão Australiana na campanha de Aitape–Wewak. Sediada em Tadji, no norte da Nova Guiné, a Asa N.º 71 era composta pelo Esquadrão N.º 7, Esquadrão N.º 8 e Esquadrão N.º 100 que operavam aviões Bristol Beaufort, apoiados por uma esquadrilha de aeronaves CAC Boomerang do Esquadrão N.º 4 (Cooperação com o Exército). A Asa N.º 74, formada em agosto de 1943 e estava sediada em Port Moresby, também ficou sob a égide do Comando do Norte. A outra formação operacional importante do Comando era a Asa N.º 84 (Cooperação com o Exército), que começou a ser transferida da Austrália para Torokina, em Bougainville, em outubro de 1944. Nessa época o Comando do Norte controlava seis esquadrões na área da Nova Guiné. A Asa N.º 79, equipada com bombardeiros B-25 Mitchell, foi designada para transferência do Comando da Área Noroeste para o Comando do Norte com o objectivo de realizar operações na Nova Bretanha, mas o facto de o seu aeródromo proposto não estar pronto fez com que a formação fosse transferida para a Primeira Força Aérea Táctica em Labuan.

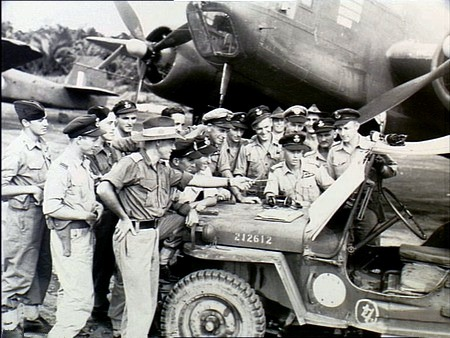
Tripulação de reconhecimento da Asa N.º 71 sendo informada na placa de Tadji, Nova Guiné, junho de 1945

O comodoro Allan Walters assumiu o Comando do Norte de Lukis em fevereiro de 1945. Walters dirigiu operações na Nova Guiné, Nova Bretanha e Bougainville até ao fim das hostilidades, e o capitão de grupo Val Hancock assumiu o comando da Asa N.º 71 em abril. Para maximizar o apoio às tropas terrestres australianas na preparação para o ataque final a Wewak, os três esquadrões Beaufort da asa foram acompanhados por mais dois, os esquadrões N.º 6 e N.º 15. Aproximadamente sessenta aviões Beaufort e Boomerang atacaram posições japonesas atrás da Baía Dove antes de desembarques anfíbios no dia 11 de maio para impedir a retirada das tropas inimigas. Durante todo o mês a asa lançou mais de 1200 toneladas de bombas e voou mais de 1400 missões; por outro lado, a asa sofreu com escassez de combustível e munições, e a certa altura os seus esquadrões tiveram de carregar os seus bombardeiros com bombas capturadas dos japoneses. A Asa N.º 84, comandada pelo capitão de grupo Bill Hely e que tinha sob a sua alçada o Esquadrão N.º 5 que voava principalmente aeronaves Boomerang, juntamente com outras duas unidades de reconhecimento e transporte, também sofria com a escassez de equipamentos e de pilotos. Reforçada por um destacamento do Esquadrão N.º 36, que operava aviões C-47 Dakota, as suas aeronaves realizaram mais de 4000 missões durante a campanha de Bougainville até ao final de junho de 1945. Naquele mês o Comando do Norte foi encarregado de actuar na reserva para a Operação Oboe Six, a invasão de Labuan. Em julho o Grupo N.º 11 foi formado como um "comando estático" com sede em Morotai, nas Índias Orientais Holandesas, usando elementos do Comando do Norte e da Primeira Força Aérea Táctica; isso libertou esta última de deveres de guarnição enquanto as suas unidades de combate avançavam em direcção a Bornéu.
A Asa N.º 71 continuou as operações até ao último dia da Guerra do Pacífico, realizando a sua última missão, que envolveu trinta aeronaves Beaufort, apenas horas antes de chegar a notícia da vitória dos Aliados a 15 de agosto de 1945. A Asa N.º 74 foi dissolvida em Port Moresby no mesmo dia. Os esquadrões da Asa N.º 71 lançaram panfletos nas áreas remanescentes da resistência japonesa, alertando-os sobre a rendição; a asa foi dissolvida em Tadji em janeiro de 1946. A Asa N.º 74 sofreu com baixa moral após o fim da guerra devido à inactividade e às incertezas da desmobilização; como resultado, o oficial comandante da asa enviou ao quartel-general do Comando do Norte um relatório franco, cujo tom valeu-lhe uma repreensão de Walters. A Asa N.º 84 deixou Bougainville em fevereiro de 1946 e foi dissolvida em Melbourne no mês seguinte.
O Comando do Norte foi redesignado como Área do Norte no dia 1 de dezembro de 1945 e a sua sede transferida para Port Moresby em março do ano seguinte. Walters entregou o comando em junho de 1946. No dia 27 de fevereiro de 1947, a sede da área foi dissolvida em Port Moresby.